# Nannogryllacris exigua
Nannogryllacris exigua är en insektsart som först beskrevs av Brunner von Wattenwyl 1888.  Nannogryllacris exigua ingår i släktet Nannogryllacris och familjen Gryllacrididae. Inga underarter finns listade i Catalogue of Life.